# Zopherus mexicanus
Zopherus mexicanus es una especie de coleóptero de la familia Zopheridae.

## Distribución geográfica
Se encuentra  en México.